# Sicheres Instrument
Sichere Instrumente sind medizinische Einmalartikel (Kanülen, Spritzen, Lanzetten) für perkutane, invasive Eingriffe, die mit einem Sicherheitsmechanismus versehen sind, der ein ungewolltes Stechen oder Schneiden nach dem eigentlichen Gebrauch unmöglich machen und damit vor Nadelstichverletzungen schützen soll. Eine komplette Sicherheit bieten jedoch auch diese Produkte nicht; bis zu fünf Prozent der Nadelstichverletzungen geschehen durch Produkte mit Sicherheitsmechanismen.
Unterschieden werden können

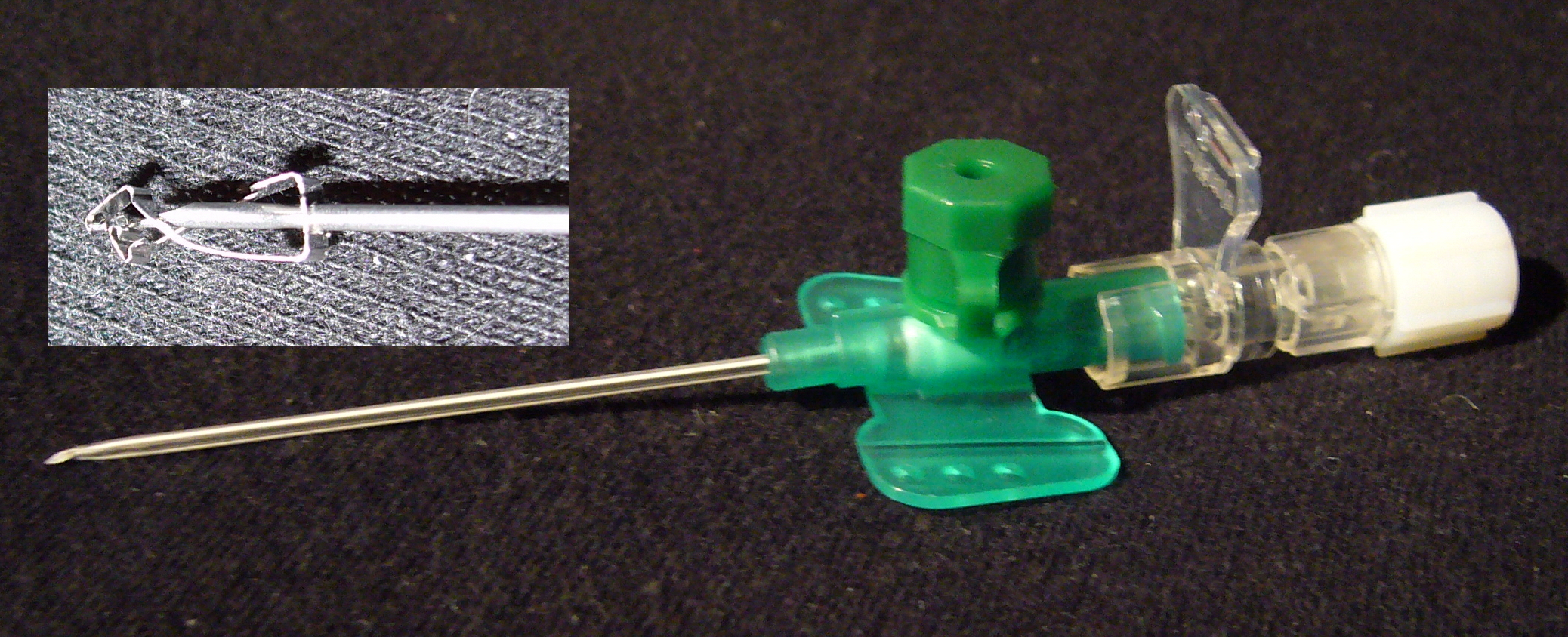
Sicherheits-Venenkatheter

- passive sichere Instrumente, bei denen die Aktivierung des Sicherheitsmechanismus ohne Zutun des Benutzers automatisch während des Gebrauchs erfolgt (z. B. realisiert bei Venenverweilkathetern) und
- aktive sichere Instrumente, bei denen der Sicherheitsmechanismus vom Anwender bewusst aktiviert werden muss (z. B. realisiert bei den Sicherheitskanülen Vacuette Safety Blood Collection System, Tyco Kendall Monoject Magellan oder Becton Dickinson Eclipse).[2]

Weiterhin werden sichere Instrumente häufig auch nach der Art der Realisierung des Sicherheitsmechanismus unterschieden. So kann man Schildmechanismen, Entschärfungsmechanismen und retraktive Systeme, bei denen die gebrauchte Nadel nach der Nutzung in das Innere eines Gehäuses gezogen wird, unterscheiden. Zunehmend werden auch Fertigspritzen in sicherer Ausführung auf den Markt gebracht, beispielsweise werden manche Impfstoffe (z. B. Gardasil) und bestimmte Heparine (z. B. Clexane, Fraxiparin) und andere Antithrombotika wie Fondaparinux (Arixtra) bereits in sicheren Fertigspritzen vertrieben.
Die Entwicklung sicherer Instrumente begann in den Vereinigten Staaten von Amerika als Folge der Entdeckung des HI-Virus. Seit dem Jahr 2000 ist die Verwendung sicherer Instrumente in den USA durch den National Needlestick Safety and Prevention Act vorgeschrieben. In der Bundesrepublik Deutschland wird die Verwendung der Sicheren Instrumente seit Bestehen der Technischen Regel für Biologische Arbeitsstoffe 250 -Biologische Arbeitsstoffe im Gesundheitsdienst und in der Wohlfahrtspflege (TRBA 250) ausdrücklich gefordert. Die TRBA 250 enthält in ihrer aktuellen Fassung neben den Regeln für den Einsatz der Sicherheitsprodukte auch genaue Vorgaben, wann ein Produkt als Sicherheitsprodukt gilt.

## Nachweise
1. ↑  Centers for Disease Control and Prevention: Needlestick injuries involving winged steel needles. CDC 2006, US Department of Health an Human Services.
2. ↑  McCall, Ruth E. / Tankersley, Cathee M., 2003, S. 132f.
3. ↑  Needlestick Safety and Prevention Act, 2000.
4. ↑  Technische Regeln für Biologische Arbeitsstoffe: TRBA 250 (Memento des Originals vom 27. September 2007 im Internet Archive)  Info: Der Archivlink wurde automatisch eingesetzt und noch nicht geprüft. Bitte prüfe Original- und Archivlink gemäß Anleitung und entferne dann diesen Hinweis.. Gemeinsames Ministerialblatt Nr. 35 v. 27. Juli 2007, S. 720.